# 箸置き

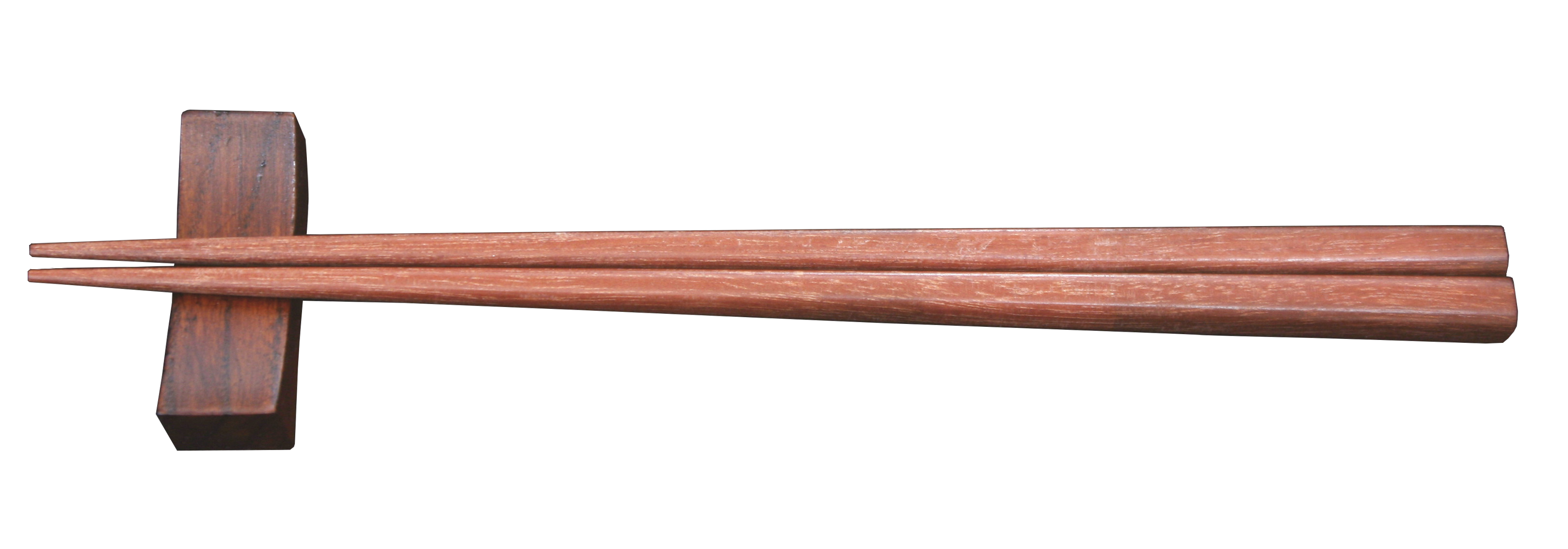
箸置きに置かれた箸

箸置き（はしおき、英語:Chopstick rest）は、卓上で箸を置くための小物。箸が転がったり、食品に触れる部分が他物に接触するのを防ぐ目的で使用される。箸枕、箸休めともいわれる。

## 用途

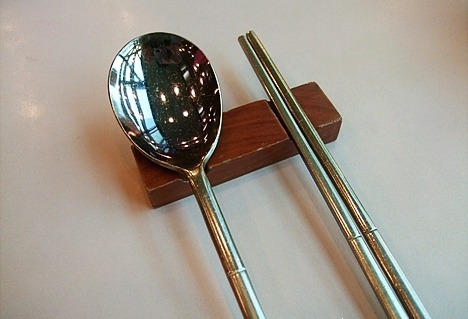
韓国のスジョパッチム

食事を用意するときに箸が食品に触れる側をのせておき、食事中または食事を終えたときに用いる。食事の用意の際に箸置きがない状態でそのまま箸をテーブルに置くと、箸先がテーブルの表面に触れることとなり不潔であるため、それを避けるために用いる。また箸を食事に使用した後では、箸先についた食品等がテーブルなどに触れて汚すのを避ける役割がある。
和食では箸先が左手側となるように横向きに置き、中国やベトナムなどでは箸先が使う人から遠い側になるように縦向きに置く。
スプーンと箸を共用する国では箸と匙両方を載せるタイプの匙箸置きも使われ、韓国ではスジョパッチム（수저받침）と呼ばれている。

## 材質と形態

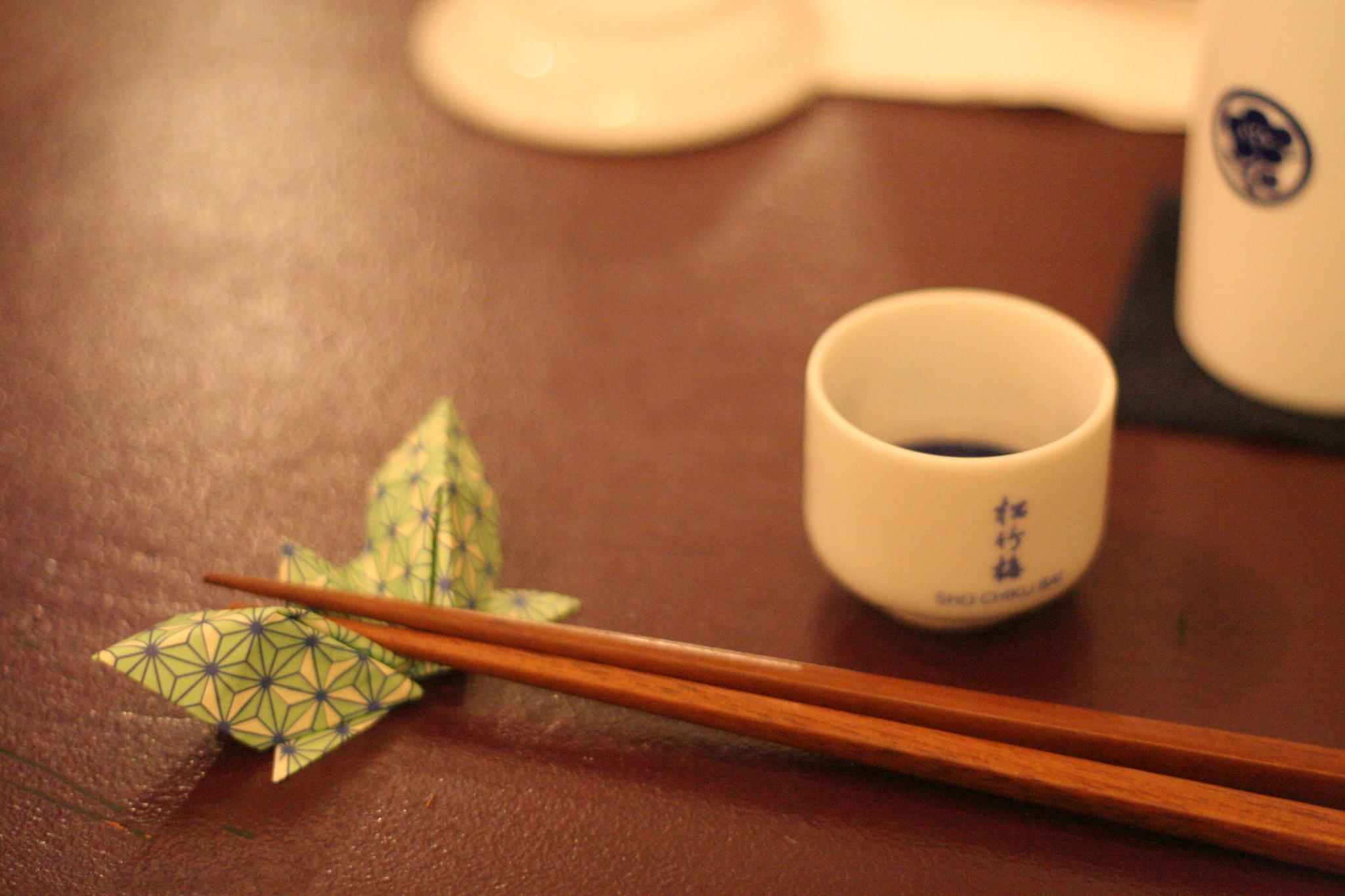
折り紙の箸置き

主にレストランや料亭で見られる。家庭でも使用される。材質はガラス、木、磁器、陶器が多く、石製もある。形状は様々であるが、細長くて中央がややくぼんだ枕のような形状が基本である。植物や魚類などをかたどった意匠のものも多い。
なお、割り箸の場合に箸の包装紙を折って即席の箸置きを作る例もあり、箸置き以外の折り紙も含めて「箸袋折り紙」として書籍化もされている。

## 歴史
箸置きの起源は古代から伊勢神宮などで使用されている素焼きの耳かわらけとされている。
耳土器（みみかわらけ、みみがわらけ、みみどき）、耳皿、あるいは御箸台（みはしだい）は耳の形に似た焼き物の器、あるいはこれに足が付いた土器で、神社で神々に神饌を捧げる際に用いられる箸置きである。馬頭盤（ばとうばん）は縁高の馬の頭に似た盤に四本足を取り付けたもので、「延喜式」(927)や「厨事類記」（鎌倉時代）にもみられ宮中では箸や匙をこれに載せて供した。また、貴族は銀製や陶製の箸台を使っていた。
なお、毎年1月5日に行われる伏見稲荷大社の大山祭で使われ、俗に耳土器と呼ばれる斎土器（いみどき、いみかわらけ）は、かわらけ投げで使われる物と同様の耳のない小皿の酒器であり箸置きではない。

## ギャラリー

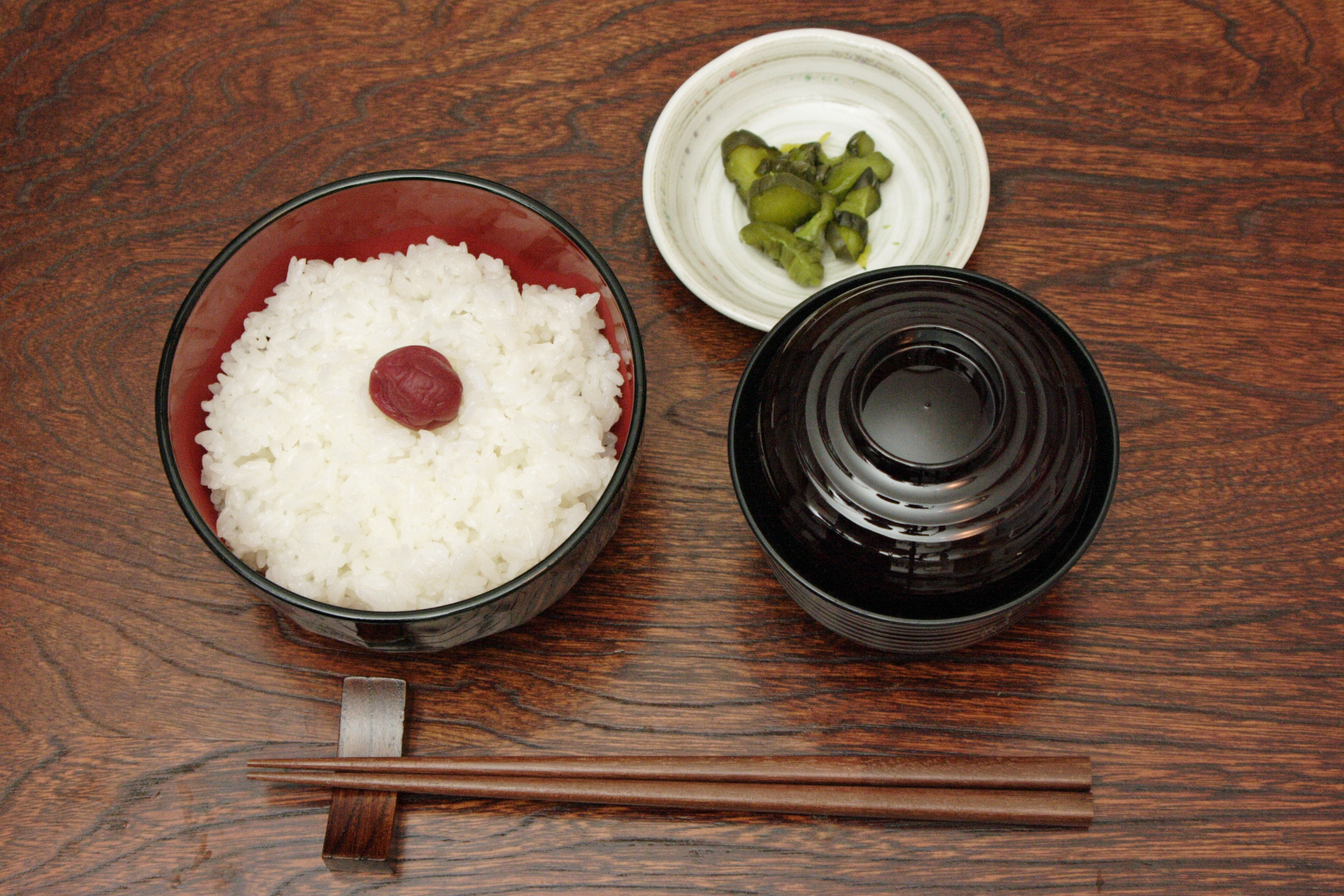
日本食での配膳例
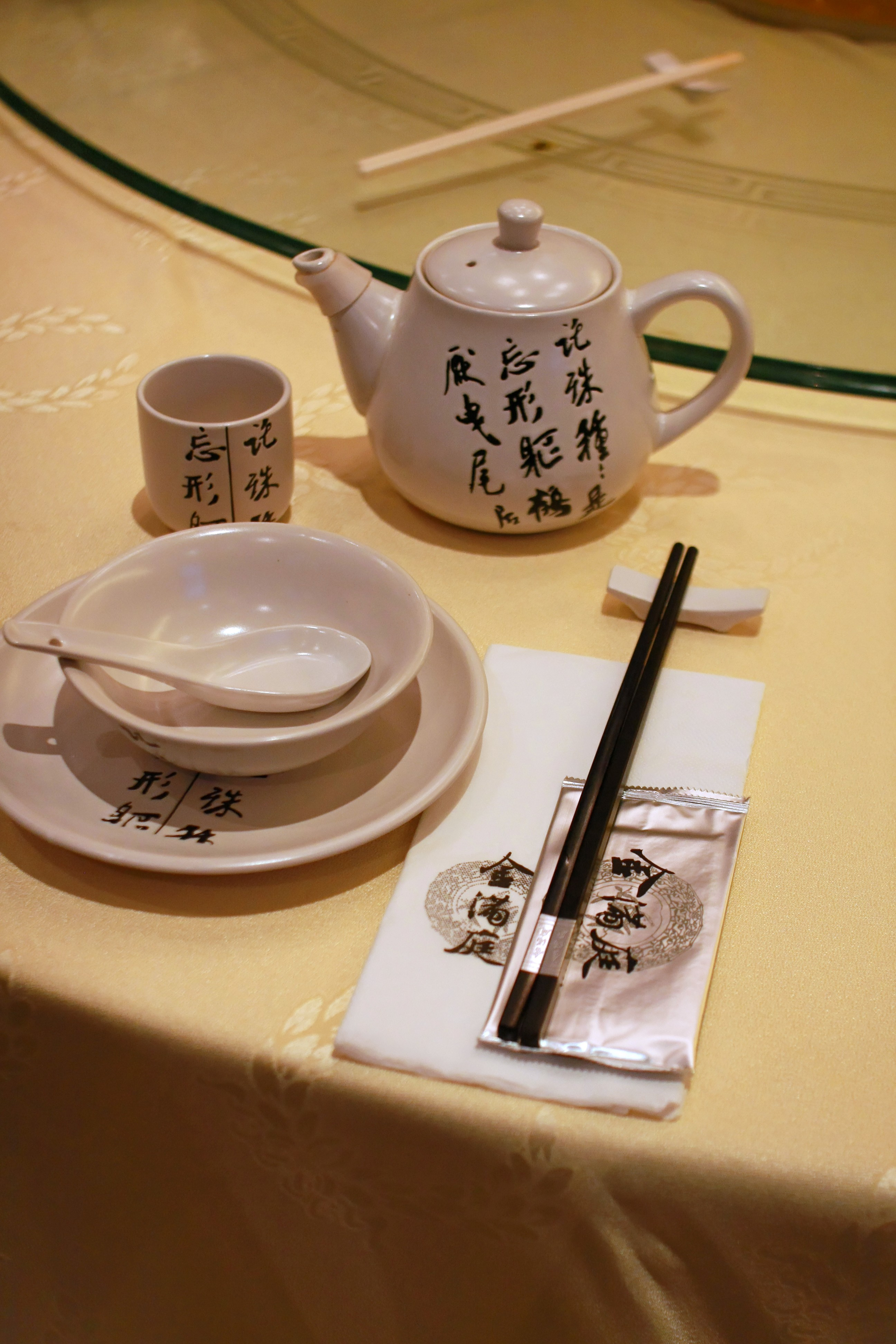
中国風セッティング
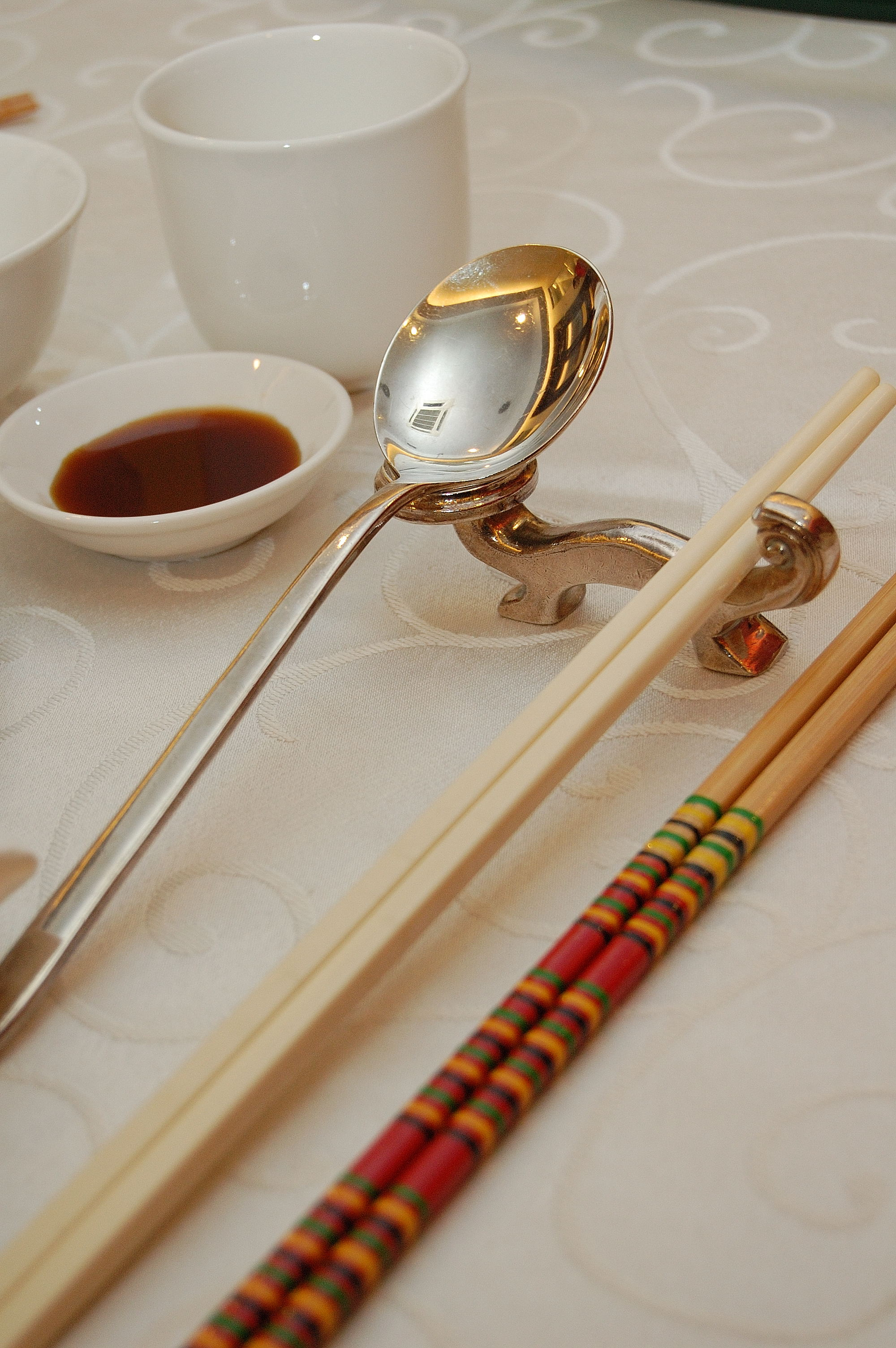
匙箸置き（マレーシア、クアラルンプールの中華料理ビュッフェで）
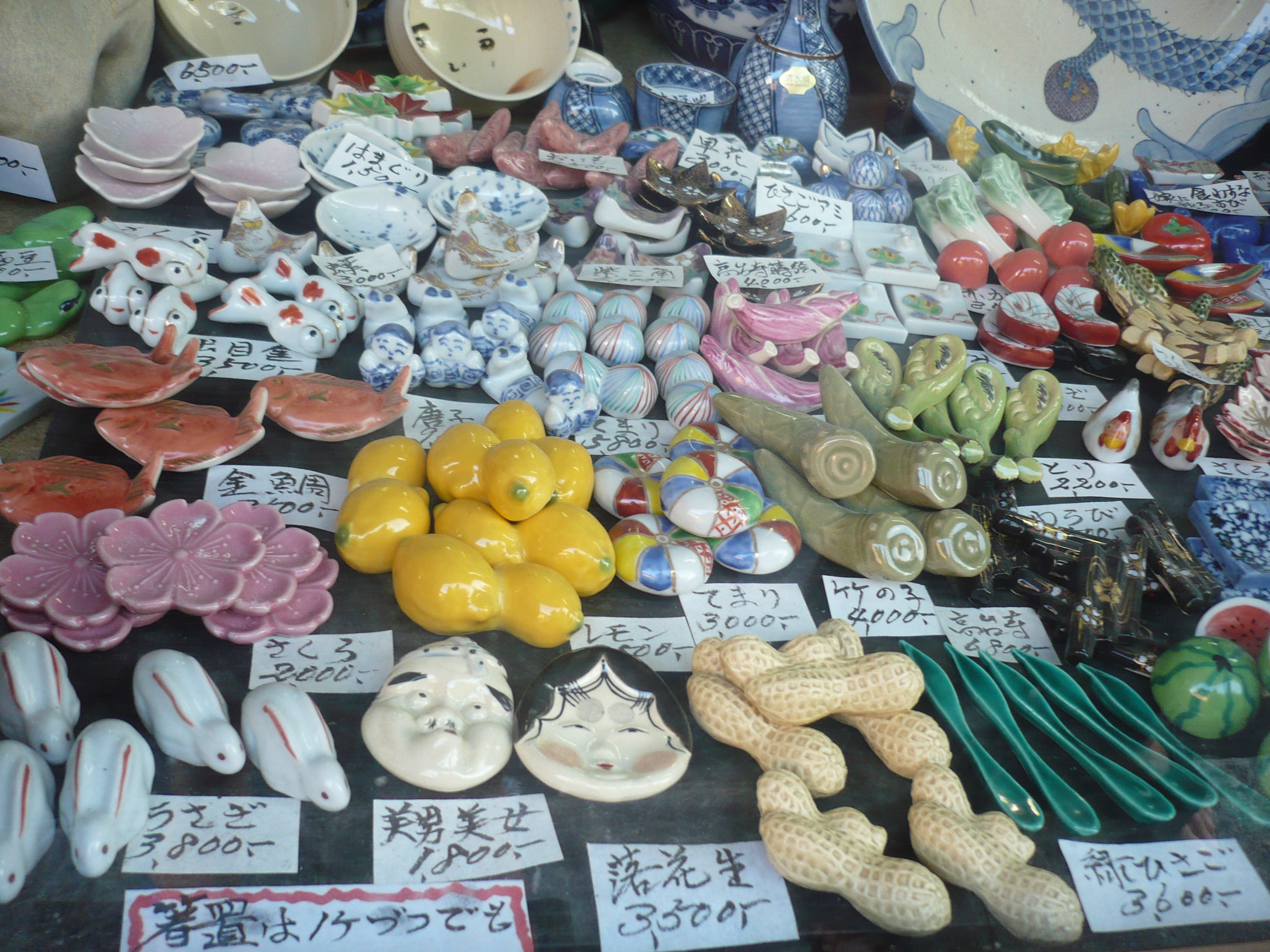
様々な陶器の箸置き
様々な箸置き

## ナイフレスト、スプーンレスト
西洋料理では同様のものとしてテーブルナイフのためのナイフ置き（en:knife rest）があり、ナイフ、フォーク、スプーンを同時におけるタイプのものもある。これらは箸置きに流用されることもある。スプーン用にはスプーン置き（en:spoon rest）があるが、壁掛け用に穴が開いたものがあり、食事用スプーンのみでなく調理の木べらや取り分け用スプーンを置く目的でも使われる。ティーポットの形をした使用済ティーバッグを置くためのティーバッグ置き（en:tea bag holder）もよく利用される。これらの道具類は総称でカトラリーレストと呼ばれる。

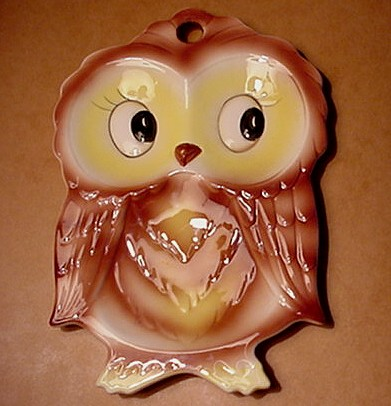
スプーンを3つ置けるスプーン置き
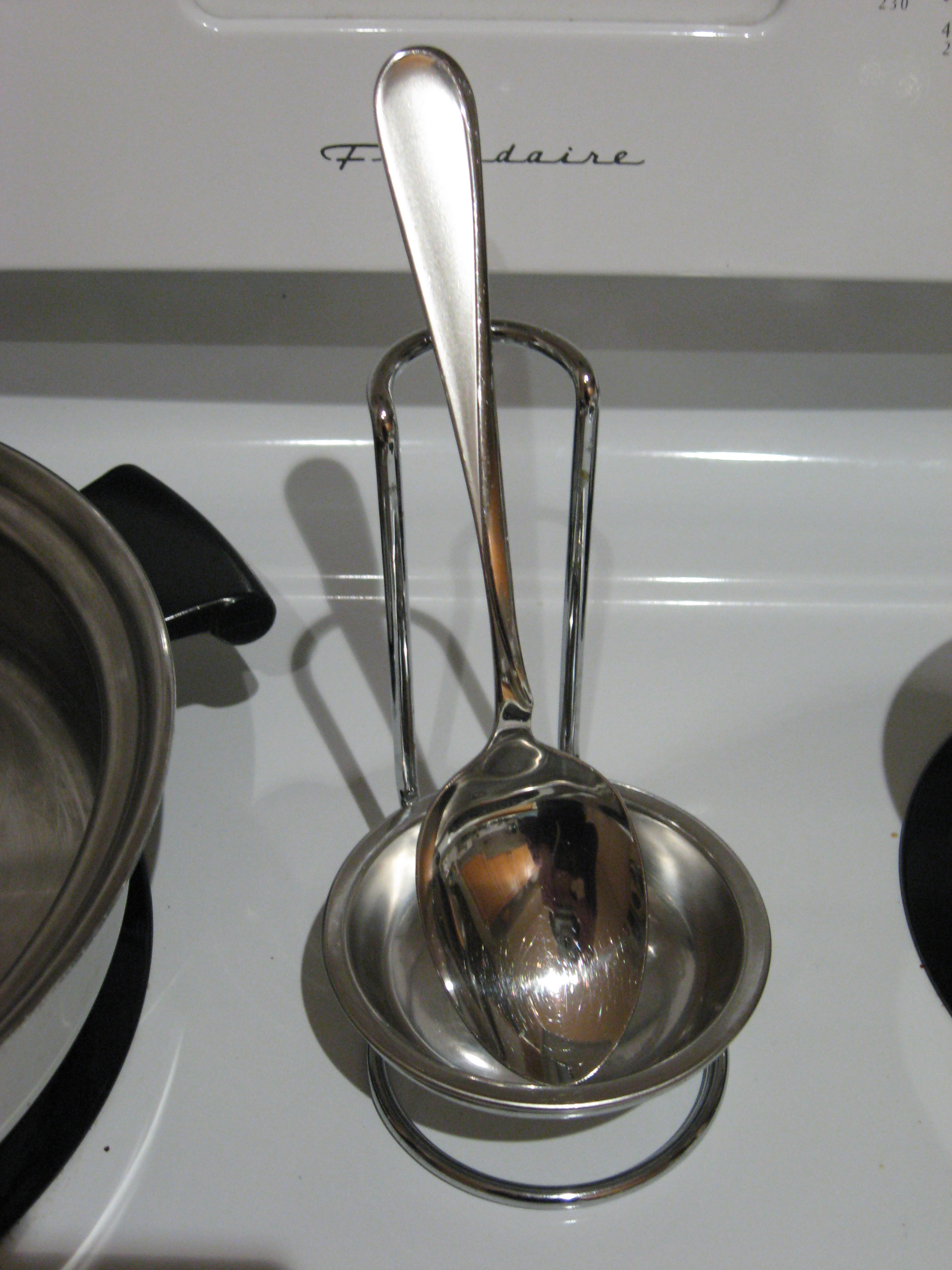
縦型スプーン置き
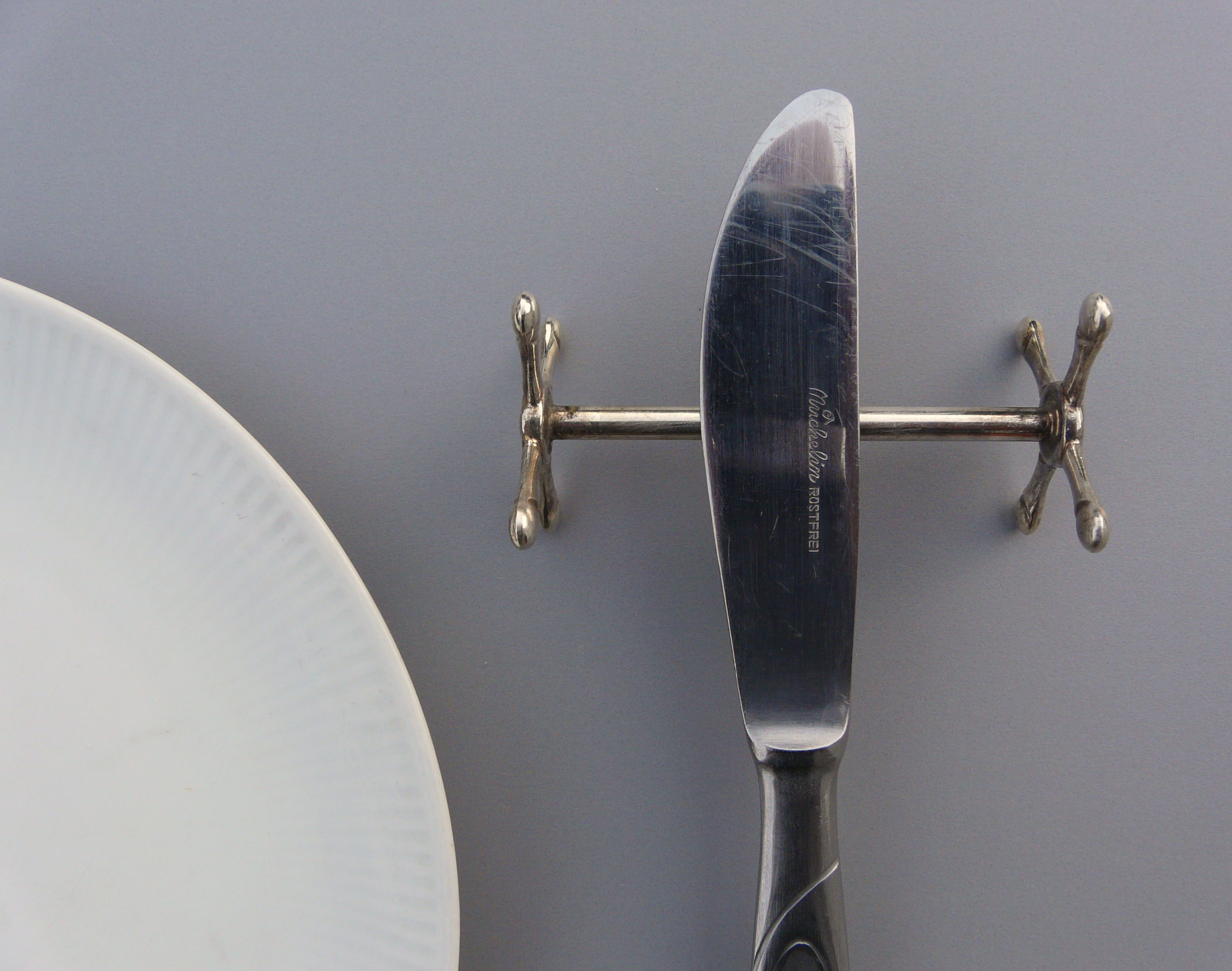
ナイフ置き
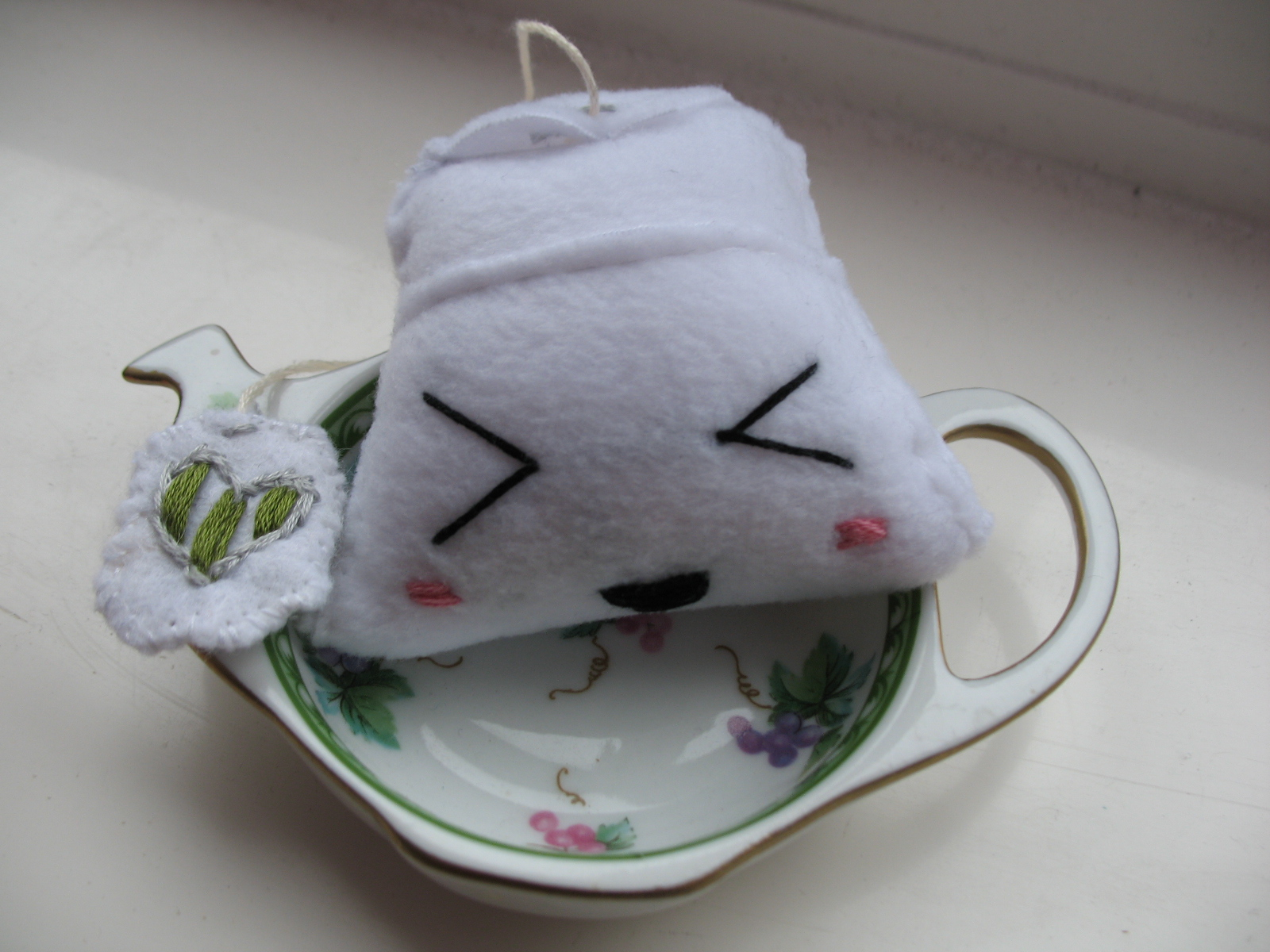
ティーバッグ置き